# Chicorée endive
Cichorium endivia · Endive, Chicorée de Belgique, Chicorée à rameaux, Chicorée
Pour les articles homonymes, voir Endive (homonymie).
Ne doit pas être confondu avec Endive.
Espèce
Classification phylogénétique
La chicorée endive (Cichorium endivia L.) est une espèce annuelle de la famille des asteracées originaire du bassin méditerranéen dont les feuilles sont consommées en salade (depuis l'Antiquité) ou cuites. Il en existe plusieurs variétés, notamment les scaroles à feuilles larges et les frisées à feuilles plus découpées.
Cette espèce est l'« endive vraie » au sens strict de la botanique. Elle ne doit pas être confondue avec l'endive des étals. Cette dernière, appelée « chicon » en Belgique et dans le nord de la France, est en fait issue de l'espèce Cichorium intybus, la chicorée sauvage ou amère, une chicorée très proche de Cichorium endivia, qui ne s'en distingue que par des détails morphologiques minimes,.
On la cultive encore comme plante potagère, principalement pour son feuillage, récolté surtout de la fin de l'été à la fin de l'hiver, et naturellement moins amer que celui de l'espèce voisine. C'est une espèce autofertile qu'il est possible pourtant, bien qu'avec difficulté, de croiser avec les autres chicorées pour obtenir des hybrides.

## Dénominations
- Nom scientifique valide : Cichorium endivia  L.
- Noms vulgaires (vulgarisation scientifique) : Chicorée endive[3],[4],[5], Endive[6],[3],[5], Chicorée de Belgique[4]
- Noms vernaculaires (langage courant), pouvant désigner éventuellement d'autres espèces : Chicorée à rameaux[6], chicorée[5]
  - la variété cultivée à feuilles découpées : chicorée frisée[3],[4]
  - la variété cultivée à larges feuilles : chicorée scarole[3], scarole[7],[3],[4] ou escarole[7],[3].

Dans d'autres langues, cette espèce se nomme par exemple endive en anglais, Endivie en allemand et escarola en espagnol.

## Répartition
La plante sauvage est répandue dans le sud de l'Europe comme dans le nord de l'Afrique, mais elle peut aussi pousser de façon spontanée en Orient et aux Indes.

## Variétés
Les nombreuses variétés cultivées de la chicorée endive forment deux groupes : 
- Cichorium endivia var. crispum Lam. - les chicorées frisées
- Cichorium endivia var. latifolium Lam. - les chicorées scaroles

### Chicorée frisée
La variété appelée Chicorée frisée (Cichorium endivia var. crispum) présente une rosette constituée de nombreuses feuilles étalées, profondément découpées et crispées, glabres et plus ou moins dentelées.
Elle se décline en de nombreux cultivars ou types : 'Gloire de l'Exposition', 'Wallonne', 'Grosse pommant seule', 'D'été à cœur jaune', 'Frisée de Meaux', 'Frisée d'hiver de Provence', 'Très fine maraîchère', 'Reine d'hiver'...

### Chicorée scarole
La variété appelée Chicorée scarole (Cichorium endivia var. latifolium) présente un feuillage plus large, entier mais denté ou ondulé sur les bords, qui se replie vers le cœur de la plante. Elle se conserve mieux que la précédente.
Elle se décline aussi en de nombreux cultivars ou types : 'Géante maraîchère', 'Cornet', 'Cornet d'Anjou', 'Cornet de Bordeaux', 'Grosse bouclée', 'À Cœur plein', 'Ronde verte à cœur plein', 'Blonde à cœur plein'...

### Chicorée frisée-scarole
Un type intermédiaire de chicorées est obtenu par croisement. Elles ont les feuilles plus ou moins - selon la sélection - de la taille d'une scarole avec la découpe d'une chicorée frisée.

## Classification
L'espèce Cichorium endivia a été décrite pour la première fois en 1753 par le naturaliste suédois Carl von Linné (1707-1778).

### Liste des sous-espèces et variétés
Selon Tropicos (28 mai 2014) (Attention liste brute contenant possiblement des synonymes) :
- sous-espèce Cichorium endivia subsp. divaricatum (Schousb.) P.D. Sell
- sous-espèce Cichorium endivia subsp. endivia
- variété Cichorium endivia var. crispum (Mill.) Lam.
- variété Cichorium endivia var. endivia
- variété Cichorium endivia var. latifolium Lam.

## Production
En 1994, la production française se montait à 62 000 t/an de chicorée frisée et 82 000 t/an de scarole. 